# Xylocopa balteata
Xylocopa balteata là một loài Hymenoptera trong họ Apidae. Loài này được Maa mô tả khoa học năm 1943.